# Cheratina

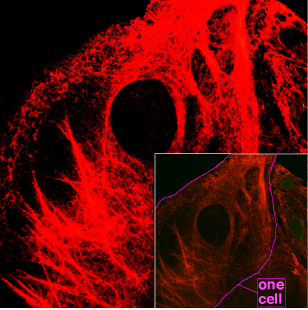
Immagine al microscopio di filamenti di cheratina

La cheratina (dal greco: κέρας = corno) è una proteina filamentosa ricca di zolfo, elemento contenuto nei residui amminoacidici di cisteina.
Si tratta di una struttura quaternaria, composta da più strutture terziarie messe una in fila all'altra. È prodotta dai cheratinociti, ed è immersa nel loro citosol come filamenti intermedi. È il principale costituente dello strato corneo dell'epidermide dei tetrapodi e soprattutto degli amnioti, nei quali garantisce l'impermeabilità.
Molto stabile e resistente, la sua principale funzione è protettiva.

## Struttura
La molecola di cheratina è costituita da una catena polipeptidica con struttura ad elica di lunghezza intorno ai 450 Å. Le catene interagiscono tra loro, organizzandosi in strutture man mano più grandi e complesse. Per prima cosa le singole eliche si associano, tramite interazioni idrofobiche, in coppie (dimeri) e ciascuna coppia, oltre all'avvolgimento delle eliche, si avvolge ulteriormente su se stessa. A loro volta i dimeri così formati si associano tra loro, sia trasversalmente che longitudinalmente, tramite ponti disolfuro tra residui di cisteina di filamenti vicini e altre interazioni. Si formano in questo modo i protofilamenti. Secondo un grado di organizzazione crescente, si costituiscono successivamente le protofibrille (due protofilamenti affiancati), le microfibrille (quattro protofibrille affiancate) e infine le macrofibrille (più microfibrille).

## Classificazioni

### In base alla struttura secondaria
- α-cheratina: costituita da α eliche intrecciate fra loro, è debolmente basica, se non neutra.[1] Il passo dell’α-elica (che è destrorsa come α-elica di Pauling) è di 5,1 Å (invece che di 5,4 Å come nell’α-elica di Pauling). È presente nei mammiferi  come epitelio, unghie, peli, corna e fanoni;
- β-cheratina: costituita prevalentemente da foglietti β, non da alfa eliche, è leggermente acida.[1] È presente nei rettili (soprattutto nei serpenti costrittori, come i pitoni) e negli uccelli  come epitelio, artigli, squame, penne e piume.

### In base alla consistenza
- Molle: è traslucida, di consistenza plastica e facilmente divisibile in piccole scaglie. Se sottoposta a calore si retrae, se invece inserita in acqua fredda si idrata gonfiandosi;
- Dura: è compatta, di colore ocra, non divisibile in scaglie e molto resistente sia all'acqua che al calore.

## Utilizzo
Il principale utilizzo della cheratina è nell'industria farmaceutica, in quanto questo materiale ricopre le pillole gastro-resistenti, ovvero che resistono agli acidi gastrici, come l'HCl (acido cloridrico).
La cheratina viene inoltre utilizzata come elemento di composizione di alcuni cosmetici per il trattamento dei capelli in forma idrolizzata in quanto intensamente idratante per il suo potere di legare l'idratazione.